# نيكولاس أورسيني
نيكولاس أورسيني (بالإسبانية: Nicolás Orsini) (12 سبتمبر 1994 في الأرجنتين – )؛ هو لاعب كرة قدم كان يلعب كمهاجم.

## وصلات خارجية
- نيكولاس أورسيني على موقع رابطة كرة القدم اليابانية للمحترفين (اليابانية)
- نيكولاس أورسيني على موقع دوري كوريا الجنوبية (الإنجليزية)
- نيكولاس أورسيني على موقع قاعدة بيانات كرة القدم.إي يو (الإنجليزية)
- نيكولاس أورسيني على موقع Soccerway.com (الإنجليزية)
- نيكولاس أورسيني على موقع عالم كرة القدم.نت (الإنجليزية)